# Stephen Afrifa
Stephen Afrifa-Kodua (Toronto, 19 febbraio 2001) è un calciatore canadese, attaccante dello Sporting K.C. e della nazionale canadese.

## Biografia
Ha origini ghanesi.

## Carriera

### Club
Ha iniziato a giocare a calcio con i Woodbridge Strikers dove ha anche disputato due incontri di League1 Ontario nel 2018. L'anno successivo si è iscritto alla Florida International University dove ha giocato con la selezione calcistica locale dei FIU Panthers. Nel marzo del 2022 ha giocato con l'One Knoxville in USL League Two dove ha realizzato 10 reti in 16 incontri.
Nel dicembre del 2022 è stato selezionato dallo Sporting K.C. al SueprDraft ed il 26 aprile del 2023 ha firmato il suo primo contratto professionistico. Ha debuttato l'11 maggio nell'incontro di Lamar Hunt U.S. Open Cup perso 1-0 contro lo Houston Dynamo ed una settimana più tardi ha esordito anche in MLS contro il Los Angeles FC. Il 3 luglio seguente ha segnato il suo primo gol con la squadra riserve, contro il Vancouver Whitecaps II in MLS Next Pro.
Il 22 maggio 2024 ha segnato il suo primo gol con la prima squadra nella partita di coppa nazionale vinta 4-0 contro il FC Tulsa, mentre il 16 giugno seguente ha segnato il primo gol in MLS nella trasferta pesa 4-2 contro il LA Galaxy.

### Nazionale
Nell'agosto del 2024 ha ricevuto la prima convocazione da parte della nazionale canadese ed il 7 settembre ha esordito nell'amichevole vinta 2-1 contro gli Stati Uniti.

## Statistiche

### Presenze e reti nei club
Statistiche aggiornate al 6 gennaio 2025.
| Stagione                | Squadra                 | Campionato              | Campionato | Campionato | Coppe nazionali | Coppe nazionali | Coppe nazionali | Coppe continentali | Coppe continentali | Coppe continentali | Altre coppe | Altre coppe | Altre coppe | Totale | Totale | Totale |
| Stagione                | Squadra                 | Comp                    | Pres       | Reti       | Comp            | Pres            | Reti            | Comp               | Pres               | Reti               | Comp        | Pres        | Reti        | Pres   | Reti   |        |
| ----------------------- | ----------------------- | ----------------------- | ---------- | ---------- | --------------- | --------------- | --------------- | ------------------ | ------------------ | ------------------ | ----------- | ----------- | ----------- | ------ | ------ | ------ |
| 2018                    | Woodbridge Strikers     | L1O                     | 2          | 0          | -               | -               | -               | -                  | -                  | -                  | -           | -           | -           | 2      | 0      |        |
| 2022                    | One Knoxville           | USL2                    | 13+3       | 8+2        |                 | -               | -               | -                  | -                  | -                  | -           | -           | -           | 16     | 10     |        |
| 2023                    | Sporting K.C. II        | MNP                     | 8          | 1          | -               | -               | -               | -                  | -                  | -                  | -           | -           | -           | 8      | 1      |        |
| 2024                    | Sporting K.C. II        | MNP                     | 2          | 0          | -               | -               | -               | -                  | -                  | -                  | -           | -           | -           | 2      | 0      |        |
| Totale Sporting K.C. II | Totale Sporting K.C. II | Totale Sporting K.C. II | 10         | 1          |                 | -               | -               |                    | -                  | -                  |             | -           | -           | 10     | 1      |        |
| 2023                    | Sporting K.C.           | MLS                     | 3          | 0          | USCup           | 1               | 0               | -                  | -                  | -                  | LC          | 0           | 0           | 4      | 0      |        |
| 2024                    | Sporting K.C.           | MLS                     | 24         | 4          | USCup           | 3               | 1               | -                  | -                  | -                  | LC          | 3           | 1           | 30     | 6      |        |
| Totale Sporting K.C.    | Totale Sporting K.C.    | Totale Sporting K.C.    | 27         | 3          |                 | 4               | 1               |                    | -                  | -                  |             | 3           | 1           | 34     | 5      |        |
| Totale carriera         | Totale carriera         | Totale carriera         | 56         | 15         |                 | 4               | 1               |                    | -                  | -                  |             | 3           | 1           | 63     | 17     |        |

### Cronologia presenze e reti in nazionale
| Cronologia completa delle presenze e delle reti in nazionale ― Canada | Cronologia completa delle presenze e delle reti in nazionale ― Canada | Cronologia completa delle presenze e delle reti in nazionale ― Canada | Cronologia completa delle presenze e delle reti in nazionale ― Canada | Cronologia completa delle presenze e delle reti in nazionale ― Canada | Cronologia completa delle presenze e delle reti in nazionale ― Canada | Cronologia completa delle presenze e delle reti in nazionale ― Canada | Cronologia completa delle presenze e delle reti in nazionale ― Canada |
| Data                                                                  | Città                                                                 | In casa                                                               | Risultato                                                             | Ospiti                                                                | Competizione                                                          | Reti                                                                  | Note                                                                  |
| --------------------------------------------------------------------- | --------------------------------------------------------------------- | --------------------------------------------------------------------- | --------------------------------------------------------------------- | --------------------------------------------------------------------- | --------------------------------------------------------------------- | --------------------------------------------------------------------- | --------------------------------------------------------------------- |
| 7-9-2024                                                              | Kansas City                                                           | Stati Uniti                                                           | 1 – 2                                                                 | Canada                                                                | Amichevole                                                            | -                                                                     | 90+4’                                                                 |
| 11-9-2024                                                             | Arlington                                                             | Messico                                                               | 0 – 0                                                                 | Canada                                                                | Amichevole                                                            | -                                                                     | 77’                                                                   |
| Totale                                                                |                                                                       | Presenze                                                              | 2                                                                     |                                                                       | Reti                                                                  | 0                                                                     |                                                                       |